# Cynanchum hoedimeerium
Cynanchum hoedimeerium là một loài thực vật có hoa trong họ La bố ma. Loài này được Bakh.f. mô tả khoa học đầu tiên năm 1950.